# Магнум Ти. Эй.
Терри Уэйн Аллен (англ. Terry Wayne Allen, род. 11 июня 1959, Чесапик, Виргиния) — американский рестлер, более известный под именем Магнум Ти. Эй. (англ. Magnum T. A.). Аллен дважды выигрывал чемпионство Соединённых Штатов NWA и готовился к потенциальному завоеванию чемпионства мира NWA в тяжёлом весе, но автокатастрофа в 1986 году вынудила его окончить карьеру. После этого Магнум Ти. Эй. продолжал выступать в различных промоушенах в ролях, не связанных с выступлениями на ринге.

## Карьера в рестлинге

### Ранняя карьера (1978—1984)
Аллен начал заниматься рестлингом в 1978 году и попал в National Wrestling Alliance (NWA), где начал выступать в Championship Wrestling from Florida (CWF) и Pacific Northwest Wrestling (PNW). Находясь в CWF, Аллен пять раз выигрывал глобальное командное чемпионство, а затем перешел в Mid-South Wrestling. Дебютировав в Mid-South, Аллен взял имя Магнум Ти. Эй. и разработал образ, известный как «Американский сердцеед», основанного на небольшом сходстве Аллена с актёром Томом Селлеком, который в то время снимался в популярном телесериале «Частный детектив Магнум». Аллен взял себе это имя после того, как Андре Гигант предложил ему объединить имя Магнум с инициалами его настоящего имени. После выступлений в Mid-South 13 мая 1984 года он выиграл Североамериканское чемпионство в тяжелом весе, свой первый крупный титул, победив Мистера Рестлинга II. Магнум удерживал титул в течение пяти месяцев, прежде чем проиграл его «Коту» Эрни Лэдду 16 октября. 22 ноября Магнум проиграл Лэдду по дисквалификации в матче-реванше за титул.

### Jim Crockett Promotions (1984—1986)
В 1984 году Jim Crockett Promotions подписала контракт с Алленом. После дебюта Магнум начал враждовать с Ваху Макдэниэлом и победил его в борьбе за титул чемпиона Соединённых Штатов NWA в тяжелом весе 23 марта 1985 года. На шоу The Great American Bash он успешно защитил титул, победив Камалу. Затем он начал враждовать с «Четырьмя всадниками», после чего враждовал только с членом «Всадников» Талли Бланшаром и его менеджером Бэби Долл, проиграв ему титул 21 июля. 28 сентября Магнум проиграл лидеру «Всадников» Рику Флэру в почти 30-минутном матче за титул чемпиона мира в тяжелом весе Флэра. Магнум вернул себе титул чемпиона Соединённых Штатов на Starrcade 28 ноября.
В апреле 1986 года Магнум начал враждовать с Иваном Колоффом, который заявил, что его племянник, Никита, станет чемпионом Соединенных Штатов в тяжелом весе. Джим Крокетт-младший организовал подписание контракта, по которому Магнум должен был защищать свой титул против Никиты Колоффа в мае. На подписание контракта Магнум привел свою мать Мэрион, а Никита — Ивана. Однако во время подписания контракта Никита оскорбил мать Магнума, спровоцировав драку. Тогдашний президент NWA Боб Гейгель объявил Магнуму публичный выговор за «поведение, не подобающее чемпиону». Магнум ответил: «Выговори это!», ударив при этом Гайгеля. В результате Магнум был лишен своего титула, и он был выставлен в серии семи матчей, между Магнумом и Никитой. Проиграв первые три матча подряд Никите, Магнум начал возвращение, выиграв следующие три матча, чтобы продолжить серию. В решающем матче 17 августа 1986 года в Шарлотте, Северная Каролина, Никита победил Магнума и завоевал титул благодаря помощи Ивана и Крашера Хрущева.

### Автокатастрофа и конец карьеры
14 октября 1986 года Аллен ехал в своем Porsche под дождем и потерял управление, закрутив машину вокруг телефонного столба. Авария произошла в Шарлотте, Северная Каролина, всего в паре миль от его дома. Первоначально следователи считали, что он превысил скорость, но судебно-медицинская экспертиза показала, что он ехал с разрешенной скоростью, и что он провёл в машине на два часа, прежде чем свидетель позвонил в 911. В результате аварии его позвонки C-4 и C-5 разрушились, и в то время сомневались, сможет ли он когда-нибудь снова ходить. Врачи Медицинского центра Каролинас сказали, что физическая подготовка Аллена спасла ему жизнь. Правая сторона его тела была парализована на несколько месяцев, что положило конец его карьере на ринге. Потеря Аллена как рестлера побудила промоутера NWA Дасти Роудса превратить Никиту Колоффа, последнего соперника Аллена до его крушения, в фейса. Согласно сюжету, Колофф проникся уважением к Магнуму в результате их вражды и хотел занять его место. Это решение было отмечено в весеннем выпуске журнала Wrestling '87, где была помещена большая фотография Колоффа с надписью «Я плачу по Магнуму Ти. Эй.» рядом с ним. До крушения Магнум должен был в третий раз завоевать титул чемпиона Соединённых Штатов, а затем стать чемпионом мира NWA в тяжелом весе. Первое появление Магнума на экране после крушения было в программе Super Towns on the Superstation на канале TBS, в интервью с Тони Шавони. Его первое появление перед живой публикой состоялось на Crockett Cup в 1987 году, где Магнум с помощью трости и двух судей прошел к рингу, чтобы обнять Дасти и Никиту, которые победили Талли Бланшара и Лекса Люгера в борьбе за чемпионский титул.
Позже Магнум работал комментатором в NWA, UWF и World Championship Wrestling (WCW), а также был менеджером Роудса и Колоффа. В своем последнем выступлении в WCW в марте 1988 года Магнум подвергся нападению своего бывшего соперника Талли Бланшара, что заставило Дасти Роудса прийти на помощь своему другу. Впоследствии Роудс был отстранен и вернулся в качестве «Полуночного всадника», менеджером которого был Магнум. После того, как Роудс подписал контракт с Championship Wrestling from Florida, а затем с World Wrestling Federation (WWF), а Колофф — с American Wrestling Association (AWA), Магнум также покинул JCP, хотя он периодически появлялся в промоушене до Slamboree 1993 года.
20 мая 1995 года Аллен выступал в качестве легенды на шоу Smoky Mountain Wrestling Carolina Memories в Шарлотте. 14 января 2005 года Аллен появился в качестве гостя на шоу Exodus Wrestling Alliance. 21 мая он выступал за Carolina Wrestling Association в углу Джейсона Джонса во время проигрыша Джонса Джорджу Сауту-младшему. На шоу Tribute To Starrcade 19 ноября Магнум был в углу Роудса, проигравшего Талли Бланшару. 24 июня 2007 года Аллен, как Магнум Ти Эй, впервые выступил в World Wrestling Entertainment на шоу Vengeance: Night of Champions, где он был отмечен как бывший чемпион Соединенных Штатов.

## Личная жизнь
Аллен учился в средней школе Norfolk Collegiate School в Норфолке, Виргиния. Он был членом команды по борьбе колледжа и выиграл чемпионат штата в весовой категории до 75 кг. После окончания школы он поступил в Университет Олд Доминион.
Аллен является отчимом Тессы Бланшар, которая переехала к нему, с матерью в возрасте 4 лет. Он работает менеджером в компании сетевых технологий и живёт в Шарлотте.

## Титулы и достижения
- Championship Wrestling from Florida
  - Глобальный командный чемпион Флориды NWA (5 раз) — со Скоттом Макги (3), Дасти Роудсом (1) и Брэдом Армстронгом (1)[6]
- Зал славы рестлинга Джорджа Трагоса/Лу Теза
  - Награда чемпиона мира в тяжелом весе имени Лу Теза (2017)[7]
- Зал славы и музей рестлинга
  - С 2020 года
- Jim Crockett Promotions
  - Чемпион Соединённых Штатов NWA в тяжёлом весе (2 раза)[8][9][10]
- Mid-South Wrestling
  - Североамериканский чемпион Mid-South (2 раза)[11]
  - Командный чемпион Mid-South (2 раза) — с Джимом Дагганом (1) и Мистером Рестлингом II (1)[12]
- Pro Wrestling Illustrated
  - № 73 в топ 100 команд в рейтинге PWI Years (с Терри Горди) в 2003[13]